# Emil Beeler
Emil Beeler (nascido em 1 de novembro de 1937) é um ex-ciclista suíço.
Beeler competiu na prova de estrada individual nos Jogos Olímpicos de Verão de 1960 em Roma, terminando na trigésima segunda posição.